# Februus

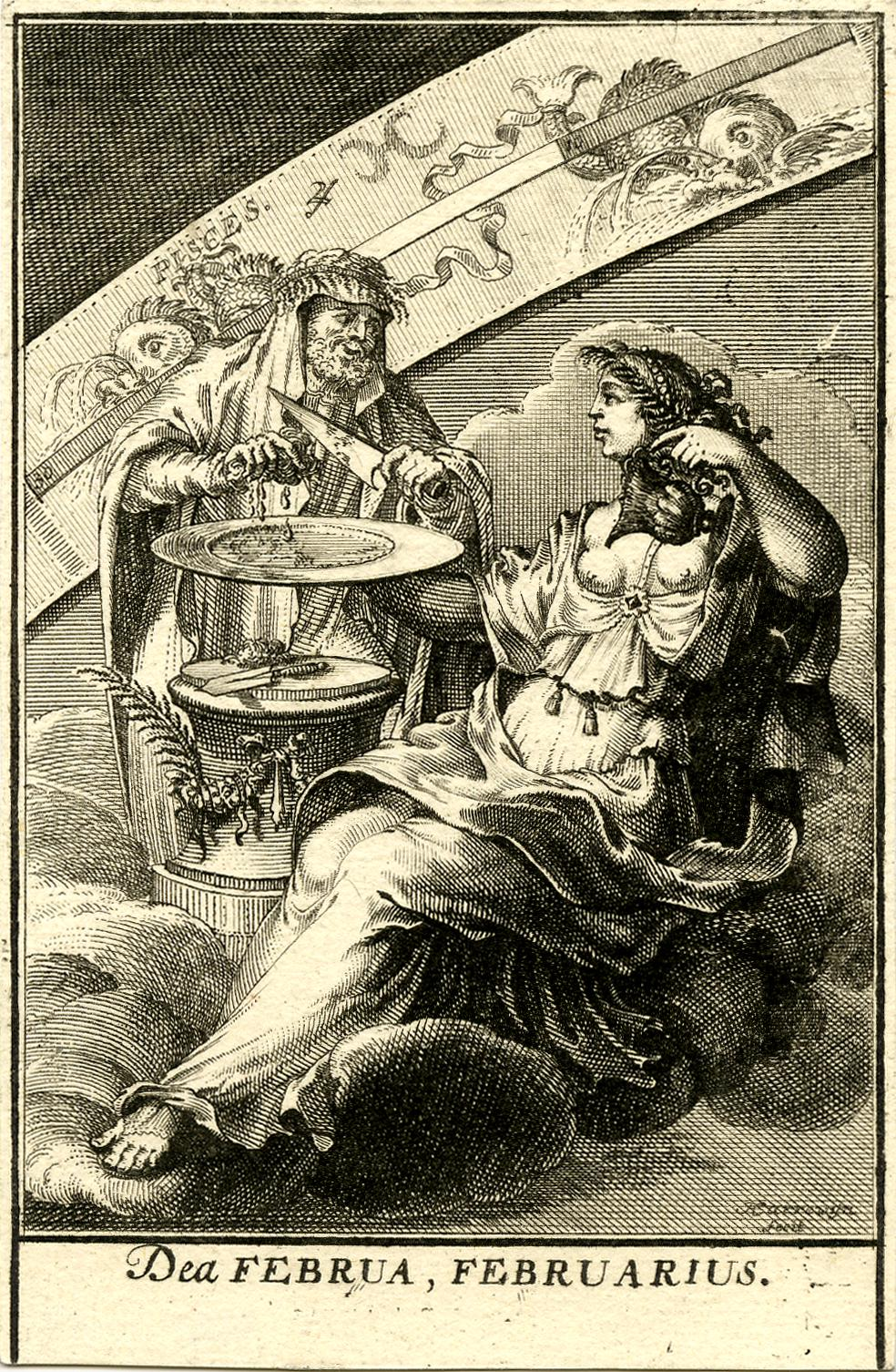
Representació del deu en forma femenina.

Februus va ser un déu romà en honor del qual, segons es diu, va ser consagrat el mes de febrer. En època tardana se l'identificava amb el Dis Pater, el Plutó llatí, déu del regne dels morts. El febrer era el mes durant el qual es purificava la ciutat, calmant els morts amb sacrificis i ofrenes. Aquestes festes portaven el nom de Februalia ("les purificacions"), i sembla que Februus era la personificació d'aqueixa festa. En realitat, tant el nom del déu, com el del mes de febrer, deriven del de les festes.